# Marian Gumowski

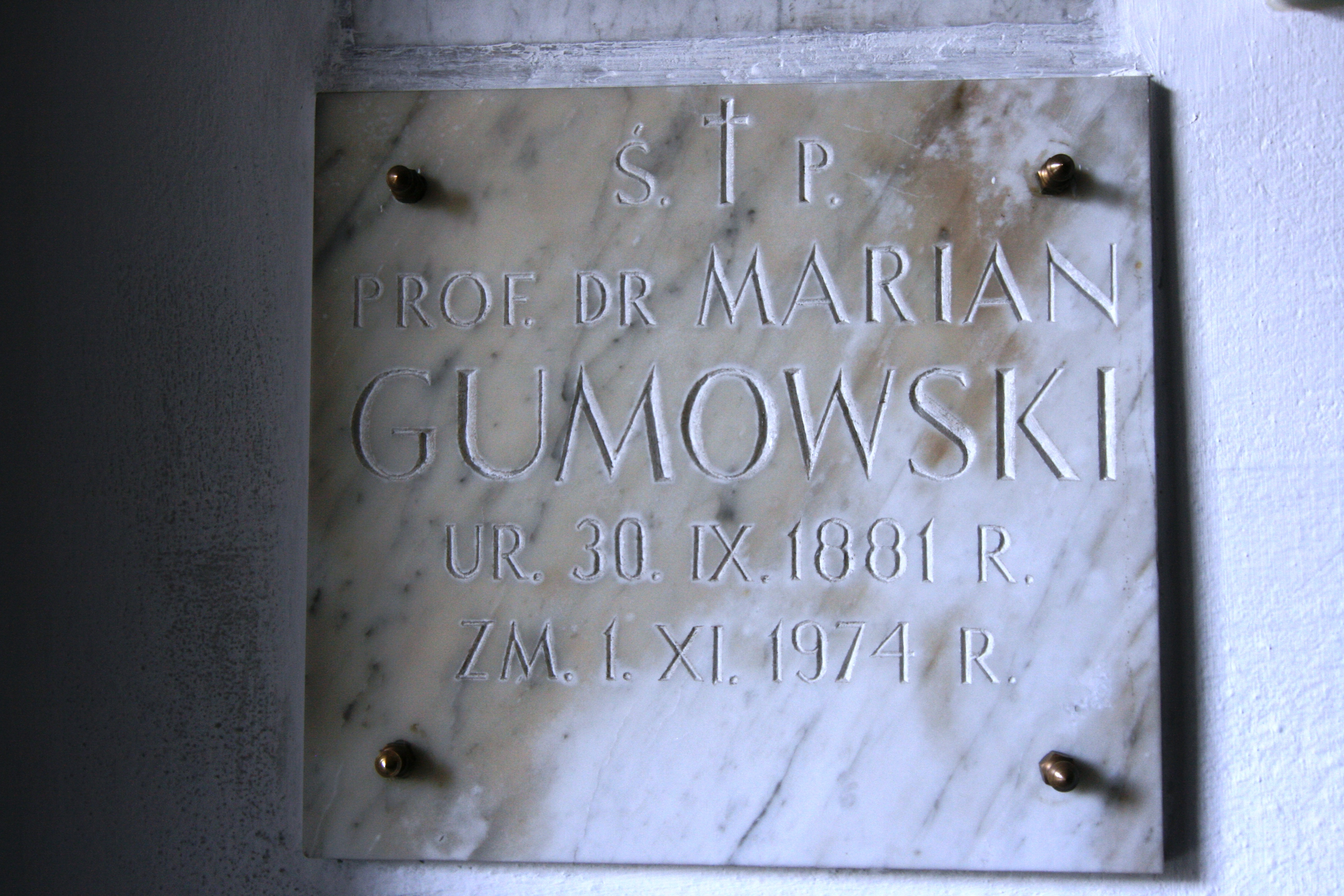
Tablica poświęcona Marianowi Gumowskiemu w kościele Wszystkich Świętych w Krościenku nad Dunajcem

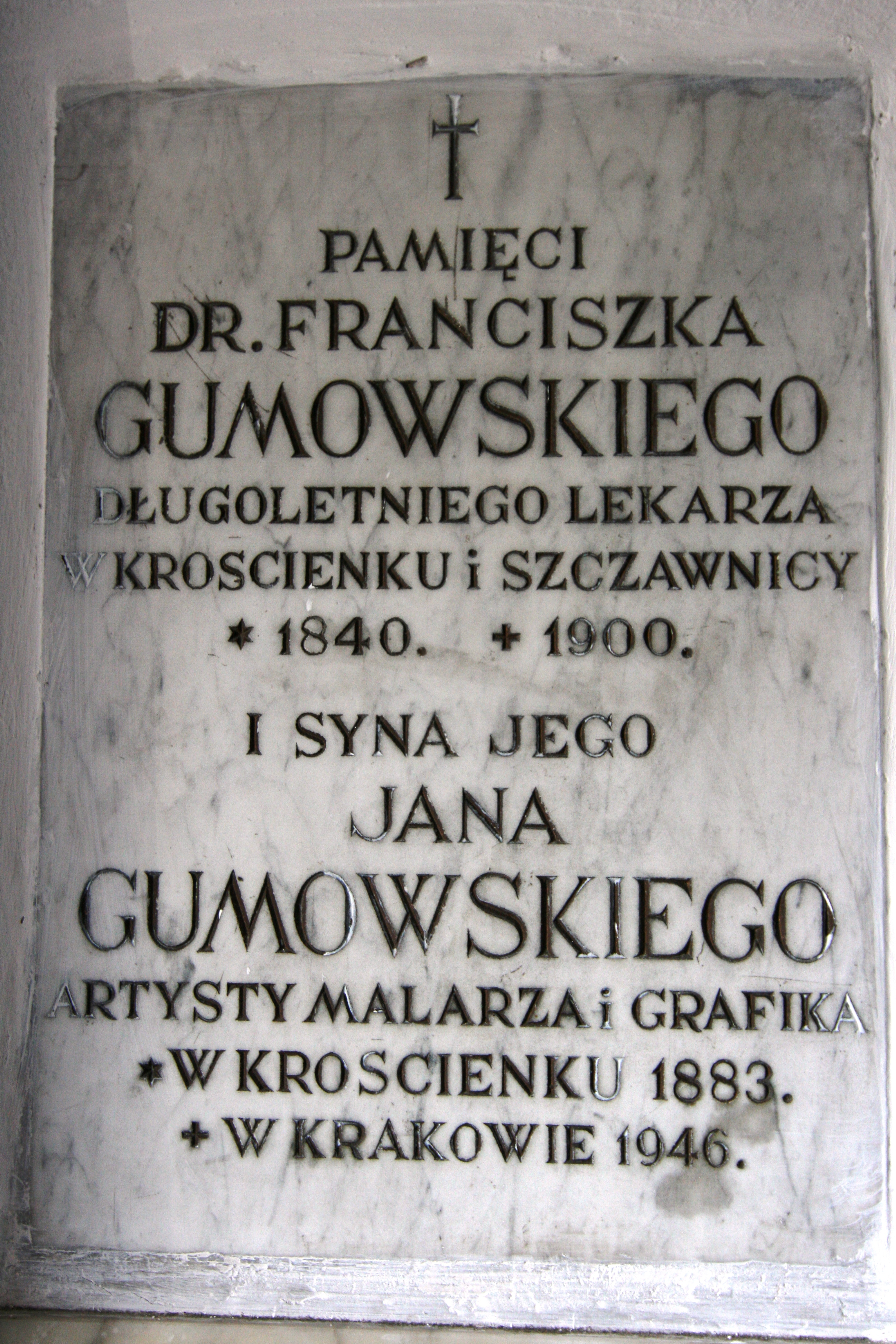
Tablica poświęcona ojcu i bratu Mariana Gumowskiego w kościele Wszystkich Świętych w Krościenku nad Dunajcem

Marian Gumowski (ur. 30 września 1881 w Krościenku nad Dunajcem, zm. 1 października 1974 w Toruniu) – polski numizmatyk i sfragistyk, historyk, w latach 1919–1932 dyrektor Muzeum Wielkopolskiego w Poznaniu, od 1955 profesor Uniwersytetu Mikołaja Kopernika w Toruniu.

## Życiorys
Był synem Franciszka (znanego, długoletniego lekarza w Krościenku nad Dunajcem i Szczawnicy) i Józefiny ze Stehrów; bratem Jana – malarza i grafika. Uczęszczał do C.K. Gimnazjum w Jaśle i w Tarnowie, maturę zdał w Gimnazjum św. Anny w Krakowie w 1899 roku. Studiował na Uniwersytecie Jagiellońskim (jego wykładowcami byli m.in. Franciszek Piekosiński i Stanisław Krzyżanowski), a także w Monachium i we Włoszech.
W 1909 roku uzyskał stopień doktora pod opieką Stanisława Krzyżanowskiego. Tematem jego rozprawy doktorskiej była Grzywna i moneta piastowska. W 1913 roku uzyskał na Uniwersytecie Jagiellońskim habilitację z numizmatyki, na podstawie rozprawy Moneta złota w Polsce średniowiecznej, rozszerzoną na historię starożytną.
W latach 1899–1916 pracował przy zbiorach numizmatycznych Andrzeja Potockiego. Członek Komitetu Obywatelskiego Polskiego Skarbu Wojskowego w sierpniu 1914 roku. W latach 1903–1919 kierował Muzeum Czapskich w Krakowie. W okresie 1919–1932 był dyrektorem Muzeum Wielkopolskiego w Poznaniu. Pracował na Uniwersytecie Jagiellońskim (1909–1919) i Uniwersytecie Poznańskim (1920–1930).
W okresie 1908–1919 był redaktorem czasopisma „Wiadomości Numizmatyczno-Archeologiczne”.
W okresie przedwojennym był członkiem m.in.:
- Poznańskiego Towarzystwa Przyjaciół Nauk
- Państwowej Rady Sztuki (od 1922 r.)
- Komisji Rewindykacyjnej do odbioru dzieł sztuki z Rosji (1924–1925).

Po II wojnie światowej został zatrudniony na Uniwersytecie Mikołaja Kopernika w Toruniu. W 1946 roku otrzymał tytuł profesora. W 1960 roku przeszedł na emeryturę.
Był autorem około 400 publikacji z dziedziny heraldyki, numizmatyki, sfragistyki, historii i sztuki. Kolekcjonował także ekslibrisy, których zgromadził około 4000. Cały jego zbiór ekslibrisów zaginął w 1939 roku.

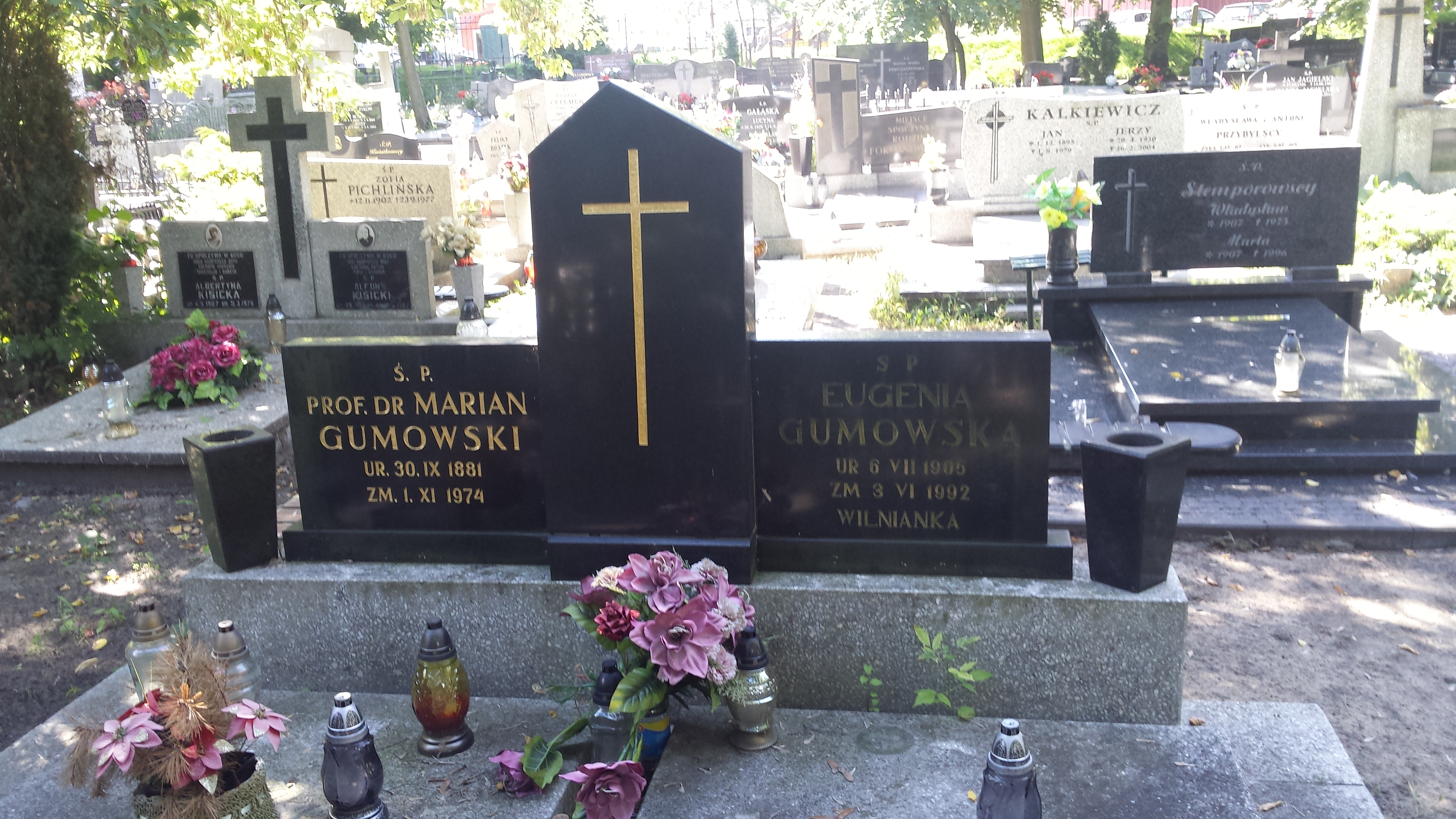
Grób prof. Mariana Gumowskiego na cmentarzu św. Jerzego

Zmarł w 1974 roku w Toruniu, pochowany został na Cmentarzu św. Jerzego w Toruniu.

## Główne publikacje
- Medale Jagiellonów (1906)
- Moneta złota w Polsce średniowiecznej (1912)
- Medale Stefana Batorego (1913)
- Podręcznik numizmatyki polskiej (Kraków, 1914)
- Pieczęcie królów polskich (Kraków, 1919)
- Monety polskie (1924, 1925)
- Medale Zygmunta III (1924)
- Pieczęcie i herby miast wielkopolskich (Poznań, 1932)
- Herby miast litewskich (1935)
- Herby miast województwa warszawskiego (1936–1937)
- Herby i pieczęcie miejscowości województwa śląskiego z 438 rycinam  (Katowice, 1939)
- Mennica Bydgoska (Gdańsk, 1950)
- Najstarsze pieczęcie miast polskich XIII-XIV w. (Toruń, 1960)
- Herby miast polskich (Warszawa, Arkady, 1960)
- Sfragistyka (współautor, Warszawa, 1960)
- Wspomnienia numizmatyka (Kraków, 1965)
- Handbuch der polnischen Siegelkunde (Graz, 1966).

## Życie prywatne
Marian Gumowski ożenił się w 1909 roku z Elizą Barańską, miał czworo dzieci, Jana, Antoniego, Marię oraz Irenę (1912–1991), dziennikarkę i popularyzatorkę zdrowego stylu życia. Jego brat, Jan Kanty Gumowski (1883–1946) był znanym malarzem i grafikiem.